# Восток-2 (вольфрамове родовище)
«Восток-2» — родовище вольфрамових руд в Приморському краї Росії.

## Історія
Відкрите в 1961 р., розвідане в 1962—1965 рр.

## Характеристика
Розташоване в зоні центр. розлому Сіхоте-Аліня. Вольфрамове оруднення скарнового типу локалізоване на контакті штоку ґранодіоритів з верхньопермськими вапняками і роговиками. Гол. рудний поклад потужністю до 50 м складений кварц-шеєлітовими і шеєліт-сульфідними рудами. Осн. значення мають шеєліт-сульфідні руди, в яких піротин скадає 70-80 %.

## Технологія розробки
Родов. розробляється кар'єром, руда забагачується флотацією з одержанням шеєлітового концентрату.
Розробляється Приморським ГЗК.